# Laura Barquero
Laura Barquero Jiménez (Madrid, 12 de octubre de 2001) es una patinadora artística sobre hielo española. En la modalidad de parejas ha conseguido varios premios: con Aritz Maestu, ganó la Copa Toruń 2018 y la International Challenge Cup 2018 y compitió por España en dos Campeonatos del Mundo; con Tòn Cónsul, fue campeona nacional de España de 2020 y compitió en la final del Campeonato de Europa de 2020, y con Marco Zandron, ganó la medalla de plata del CS Nebelhorn Trophy 2021 y es campeona nacional de España de 2021.

## Trayectoria

### Primeros años
Barquero empezó a patinar en 2009. Como patinadora individual, entrenó con Marta Senra y Ainhoa Gimeno en Madrid, España. Compitió en el nivel junior. Consiguió tener representación en el ISU Junior Grand Prix en septiembre de 2016.
La primera pareja de patinaje de Barquero fue Miguel Taranco pero no participaron en competiciones internacionales juntos.

### Temporada 2016-2017
Barquero y Aritz Maestu anunciaron que competerían como pareja el 4 de enero de 2017. Decidieron entrenar en Bérgamo, Italia, dirigidos por Barbara Luoni y Franca Bianconi. Durante su primera temporada juntos, la pareja no pudo participar en competiciones internacionales debido a los requisitos de edad de la ISU: Barquero era demasiado joven para las competiciones senior y Maestu demasiado mayor para las junior.

### Temporada 2017-2018
En su debut internacional, la pareja Barquero/Maestu quedó séptima en el Trofeo CS Lombardia 2017 a mediados de septiembre. A finales de mes, ocuparon el decimotercer lugar en el Trofeo CS Nebelhorn de 2017, la última oportunidad de clasificación para los Juegos Olímpicos de Invierno de 2018. Aunque su puntuación no fue suficiente para clasificarse, España se convirtió en el tercer suplente para un puesto en la competición olímpica de parejas.
En enero, Barquero y Maestu quedaron en el undécimo puesto en el Campeonato de Europa de 2018 en Moscú, Rusia. Al mes siguiente, ganaron el oro en la Copa Toruń en Toruń, Polonia, y en la International Challenge Cup en La Haya, Países Bajos. Finalizaron la temporada en el Campeonato Mundial de 2018 en el vigésimo lugar.

### Temporada 2018-2019
Barquero y Maestu comenzaron la temporada con dos citas de Challenger, finalizando quintos en el CS Lombardia Trophy 2018 y octavos en el CS Finlandia Trophy 2018. Debutaron en los Grand Prix con dos citas, fueron séptimos en el Gran Premio de Helsinki de 2018 y sextos en el Trofeo NHK de 2018. Quedaron en séptimo lugar en el Campeonato de Europa de 2019 después de obtener su segundo título nacional consecutivo. Su última competición juntos fue el Campeonato Mundial de 2019, donde quedaron decimoquintos.
El 31 de mayo de 2019, Maestu anunció que había sufrido una lesión que lo mantendría fuera de la competición durante una larga temporada, por lo que la pareja se separó.

### Temporada 2019-2020
En julio de 2019, Barquero formó pareja con Tòn Cónsul.
El equipo hizo su debut internacional en el Denis Ten Memorial Challenge, donde ganaron la medalla de plata. Continuaron su temporada en la IceLab International Cup, donde ganaron el bronce. Fueron cuartos en la Copa CS Varsovia 2019. Su última competición antes del campeonato nacional fue el CS Golden Spin of Zagreb 2019, donde quedaron octavos. En su primera aparición en el Campeonato Nacional, ganaron su primer título nacional.
Compitieron en el Campeonato de Europa de 2020, donde quedaron decimocuartos. Luego pasaron a competir en la International Challenge Cup, donde quedaron novenos. Fueron convocados para el equipo para el Mundial 2020, pero la competición fue cancelada debido a la pandemia de COVID-19.
El 26 de junio de 2020 se anunció que la pareja se había separado después de solo una temporada juntos.

### Temporada 2020-2021
Barquero formó una nueva pareja con el patinador italiano Marco Zandron, y en enero de 2021, fueron autorizados formalmente para representar a España. Ganaron el título nacional español en su primera aparición juntos, pero no compitieron internacionalmente durante la temporada.

### Temporada 2021-2022
Barquero y Zandron debutaron internacionalmente en laChallenger series en el Trofeo Lombardia de 2021. Quedaron segundos en el programa corto y primeros en el programa libre, por lo que se llevaron la medalla de plata y terminaron a menos de cuatro puntos de los campeones nacionales italianos Della Monica y Guarise. A continuación, fueron citados al Trofeo CS Nebelhorn de 2021, intentando clasificarse para España en los Juegos Olímpicos de Invierno de 2022. Terceros en el programa corto, quedaron primeros en el programa libre a pesar de dos errores de salto, llevándose la medalla de plata y el primero de los tres puestos por parejas disponibles en esta cita. Esta fue la primera vez que una pareja española se clasificó para los Juegos Olímpicos de Invierno. Barquero dijo que estaba "orgullosa" de su trabajo, mientras que Zandron dijo que confiaba en que adquiriría la ciudadanía española a tiempo para asistir a los Juegos. En su segundo Challenger, el CS Finlandia Trophy de 2021, quedaron sextos con nuevos récords personales en ambos programas y en la puntuación global.
Zandron obtuvo su ciudadanía española el 29 de diciembre de 2021, lo que supuso que la pareja pudiese representar a España en los Juegos Olímpicos de Invierno. En el nuevo año, compitieron juntos en su primer Campeonato de Europa, terminando en noveno lugar. En los Juegos Olímpicos de Invierno de 2022 en la competición por parejas, Barquero y Zandron fueron undécimos en el programa corto, recibiendo solo un nivel base en su espiral de muerte. Fueron undécimos también en el programa libre y finalizaron en el puesto undécimo en la clasificación general.
El 22 de febrero, la International Testing Agency (ITA) informó que una muestra tomada de Barquero después del programa corto en los Juegos Olímpicos dio positivo en una sustancia prohibida, clostebol. Su equipo sugirió que la fuente más probable de la sustancia era el Trofodermin que se aplicó en un corte entre los dedos causado por las cuchillas de los patines durante el programa corto. Debido al caso antidopaje de Barquero estaba pendiente, la pareja formada por Barquero y Zandron no se inscribió en el Campeonato Mundial 2022 programado para finales de marzo.
En febrero de 2025, sale la resolución de su caso de positivo por clostebol, siendo sancionada por 6 años.

## Programas

### Pareja con Zandron
| Temporada | Programa corto                     | Programa libre |
| --------- | ---------------------------------- | --- |
| 2021-2022 | - Dawn of Faith de Eternal Eclipse | - Awakening de Andy Quin - Imagine interpretada por Boyce Avenue - Imagine interpretada por la Royal Philharmonic Orchestra |

### Pareja con Cónsul
| Temporada | Programa corto            | Programa libre                                                  |
| --------- | ------------------------- | --------------------------------------------------------------- |
| 2019-2020 | - Where's My Love de SYML | - The Journey Back In Time (de Somewhere in Time) de John Barry |

### Pareja con Maestu
| Temporada | Programa corto                              | Programa libre |
| --------- | ------------------------------------------- | --- |
| 2017-2018 | - Unchained Meldoy (de Ghost) de Alex North | - Romeo y Julieta de Abel Korzeniowski - Come Gentle Night - The Cheek Of The Night - A Thousand Times Good Night |
| 2018-2019 | - Buona sera signorina de Fred Buscaglione  | - 2046 (banda sonora) de Shigeru Umebayashi                                                                       |

### Individual femenina
| Temporada | Programa corto               | Programa libre                                                                  |
| --------- | ---------------------------- | ------------------------------------------------------------------------------- |
| 2016-2017 | - Hurt de Christina Aguilera | - Life Goes to a Party de Benny Goodman - Bei Mir Bistu Shein de Sholom Secunda |

## Competiciones destacadas
GP: Grand Prix; CS: Challenger Series; JGP: Junior Grand Prix

### Parejas

#### Con Zandron
| Internacional        | Internacional | Internacional |
| Cita                 | 20–21         | 21–22         |
| -------------------- | ------------- | ------------- |
| Juegos olímpicos     |               | 11.º          |
| Europeos             |               | 9.º           |
| CS Finlandia Trophy  |               | 6.º           |
| CS Nebelhorn Trophy  |               | 2.º           |
| CS Warsaw Cup        |               | 8.º           |
| Cup of Nice          |               | 1.º           |
| Lombardia Trophy     |               | 2.º           |
| Nacional             |               |               |
| Campeonato de España | 1.º           |               |

#### Con Cónsul

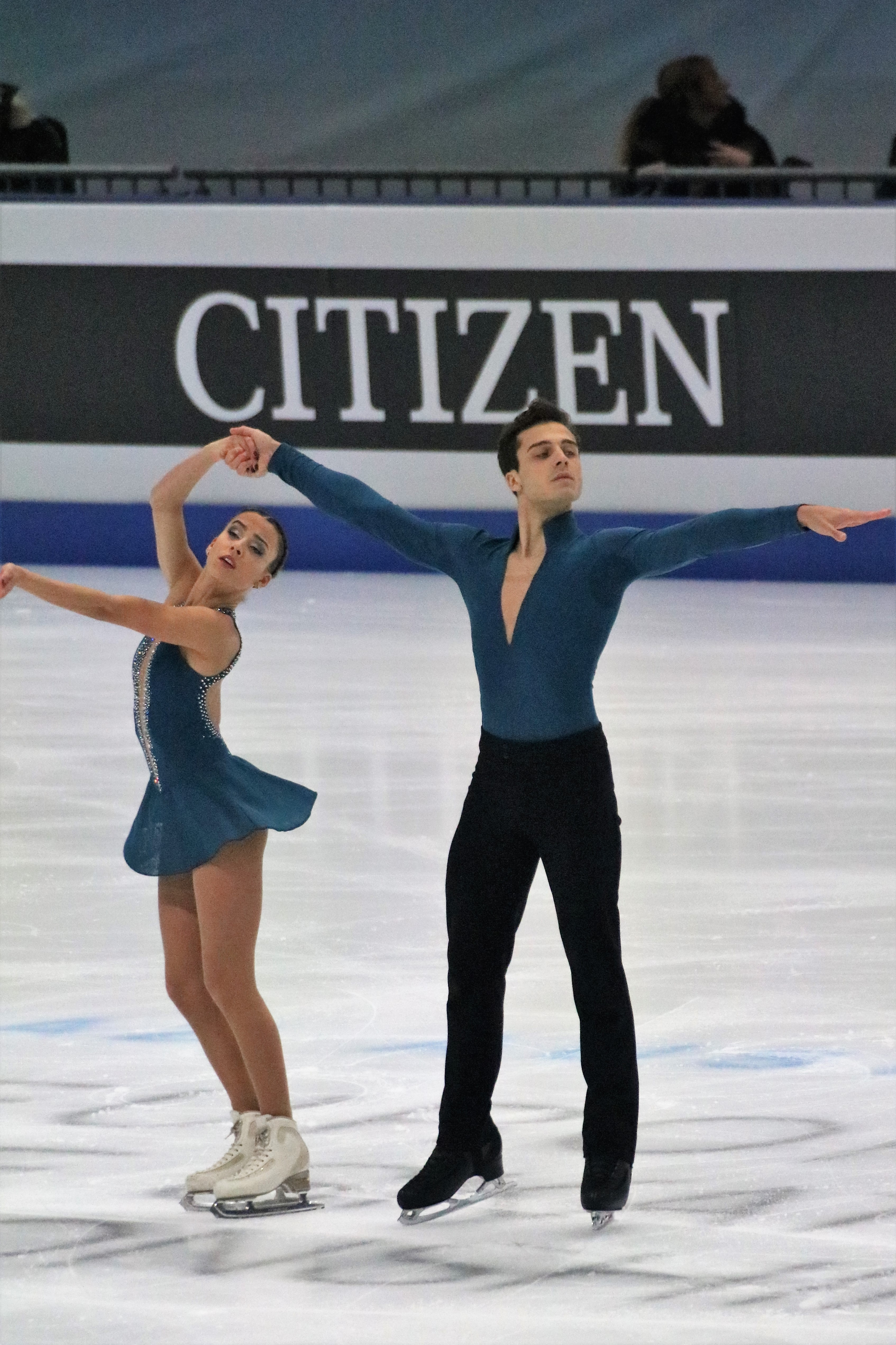
Barquero/Cónsul en el Campeonato Europeo de 2020

| Internacional        | Internacional |
| Cita                 | 19–20         |
| -------------------- | ------------- |
| Mundiales            | C             |
| Europeos             | 14.º          |
| CS Golden Spin       | 8.º           |
| CS Warsaw            | 4.º           |
| Challenge Cup        | 9.º           |
| Denis Ten MC         | 2.º           |
| Icelab Cup           | 3.º           |
| National             |               |
| Campeonato de España | 1.º           |
| C = Cancelado        |               |

#### Con Maestu

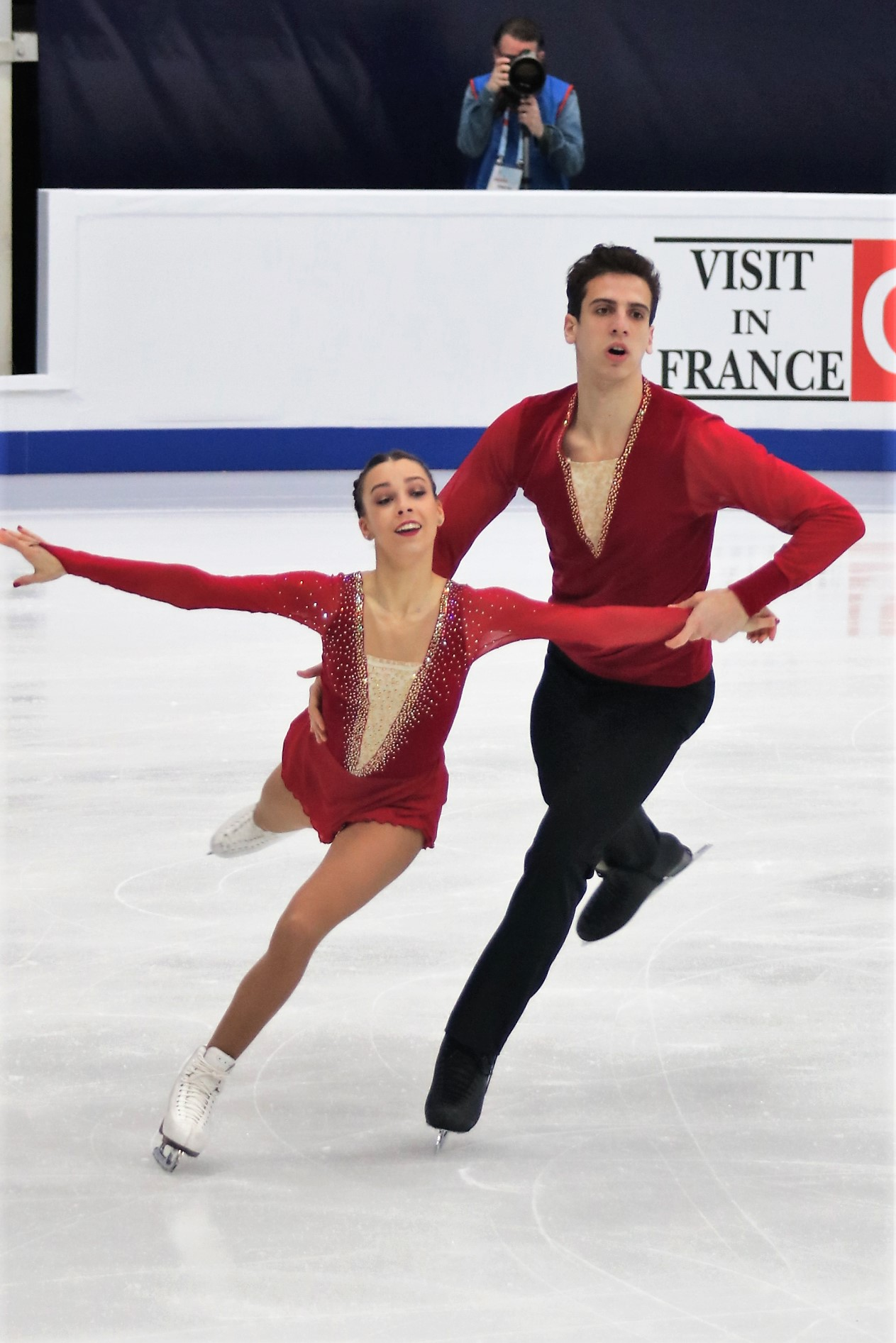
Barquero/Maestu en el Campeonato Europeo de 2018

| Internacional        | Internacional | Internacional |
| Cita                 | 17–18         | 18–19         |
| -------------------- | ------------- | ------------- |
| Mundiales            | 20.º          | 15.º          |
| Europeos             | 11.º          | 7.º           |
| GP Finlandia         |               | 7.º           |
| GP NHK Trophy        |               | 6.º           |
| CS Finlandia         |               | 8.º           |
| CS Lombardia         | 7.º           | 5.º           |
| CS Nebelhorn         | 13.º          |               |
| CS Warsaw Cup        | 7.º           |               |
| Bavarian Open        |               | 1.º           |
| Challenge Cup        | 1.º           |               |
| Cup of Nice          | 6.º           |               |
| Ice Star             |               | 2.º           |
| Toruń Cup            | 1.º           |               |
| National             |               |               |
| Campeonato de España | 1.º           | 1.º           |

### Individual femenina
| International: Junior | International: Junior | International: Junior |
| Event                 | 15–16                 | 16–17                 |
| --------------------- | --------------------- | --------------------- |
| JGP Estonia           |                       | 18.º                  |
| Bavarian Open         |                       | 11.º                  |
| Open d'Andorra        |                       | 4.º                   |
| Seibt Memorial        | 20.º                  |                       |
| National              |                       |                       |
| Campeonato de España  |                       | 1.º J                 |
| J = nivel Junior      |                       |                       |

## Resultados detallados
Solo medallas en programas cortos y libres en Campeonatos ISU.

### Con Zandron
| Temporada 2021–22           | Temporada 2021–22                    | Temporada 2021–22 | Temporada 2021–22 | Temporada 2021–22 |
| Fecha                       | Cita                                 | PC                | PL                | Total             |
| --------------------------- | ------------------------------------ | ----------------- | ----------------- | ----------------- |
| 18-19 de febrero de 2022    | Juegos olímpicos de invierno de 2022 | 11 63.34          | 11 118.02         | 11 181.36         |
| 10-16 de febrero de 2022    | Campeonato europeo de 2022           | 8 60.65           | 8 107.75          | 9 168.40          |
| 17-20 de noviembre de 2021  | 2021 CS Warsaw Cup                   | 6 62.41           | 10 104.93         | 8 167.34          |
| 7-10 de octubre de 2021     | 2021 CS Finlandia Trophy             | 4 65.33           | 5 124.66          | 6 189.99          |
| 22-25 de septiembre de 2021 | 2021 CS Nebelhorn Trophy             | 3 62.01           | 1 119.60          | 2 181.61          |
| 10-12 de septiembre de 2021 | 2021 Lombardia Trophy                | 2 65.12           | 1 119.82          | 2 184.94          |
| Temporada 2020-21           |                                      |                   |                   |                   |
| Fecha                       | Cita                                 | PC                | PL                | Total             |
| 19-21 de marzo de 2021      | Campeonato de España de 2021         | 1 55.04           | 1 96.57           | 1 151.61          |

### Con Cónsul
| Temporada 2019-20          | Temporada 2019-20                 | Temporada 2019-20 | Temporada 2019-20 | Temporada 2019-20 |
| Fecha                      | Cita                              | PC                | PL                | Total             |
| -------------------------- | --------------------------------- | ----------------- | ----------------- | ----------------- |
| 20-23 de febrero de 2020   | 2020 Challenge Cup                | 10 48.15          | 9 91.92           | 9 139.37          |
| 20-26 de enero de 2020     | Campeonato Europeo de 2020        | 15 46.79          | 14 88.89          | 14 135.68         |
| 4-7 de diciembre de 2019   | 2019 CS Golden Spin of Zagreb     | 9 52.22           | 8 101.61          | 8 153.83          |
| 14-17 de noviembre de 2019 | 2019 CS Warsaw Cup                | 6 54.30           | 4 105.66          | 4 159.96          |
| 1-3 de noviembre de 2019   | 2019 Icelab International Cup     | 3 52.18           | 5 86.34           | 3 138.52          |
| 10-12 de octubre de 2019   | 2019 Denis Ten Memorial Challenge | 2 50.83           | 1 98.41           | 2 149.24          |

### Con Maestu
| Temporada 2018-2019              | Temporada 2018-2019         | Temporada 2018-2019 | Temporada 2018-2019 | Temporada 2018-2019 |
| Fecha                            | Cita                        | PC                  | PL                  | Total               |
| -------------------------------- | --------------------------- | ------------------- | ------------------- | ------------------- |
| 18-24 de marzo de 2019           | 2019 World Championships    | 14 55.58            | 15 106.69           | 15 162.27           |
| 5-10 de febrero de 2019          | 2019 Bavarian Open          | 1 61.29             | 2 108.70            | 1 169.99            |
| 21-27 de enero de 2019           | 2019 European Championships | 9 53.89             | 7 106.27            | 7 160.16            |
| 14-16 de diciembre de 2018       | 2018 Spanish Championships  | 1 59.94             | 1 100.15            | 1 160.09            |
| 9-11 de noviembre de 2018        | 2018 NHK Trophy             | 6 55.37             | 6 104.22            | 6 159.59            |
| 2-5 de noviembre de 2018         | 2018 Grand Prix of Helsinki | 7 50.91             | 8 98.63             | 7 149.54            |
| 18-21 de octubre de 2018         | 2018 Ice Star               | 3 61.00             | 2 105.15            | 2 166.15            |
| 12-16 de septiembre de 2018      | 2018 CS Lombardia Trophy    | 6 45.94             | 4 99.13             | 5 145.07            |
| Temporada 2017-18                |                             |                     |                     |                     |
| Fecha                            | Cita                        | PC                  | PL                  | Total               |
| 19-25 de marzo de 2018           | 2018 World Championships    | 20 58.36            | –                   | 20 58.36            |
| 22-25 de febrero de 2018         | 2018 Challenge Cup          | 1 57.66             | 1 101.50            | 1 159.16            |
| 30 de enero-4 de febrero de 2018 | 2018 CS Toruń Cup           | 2 50.85             | 1 97.53             | 1 148.38            |
| 15-21 de enero de 2018           | 2018 European Championships | 11 51.46            | 11 100.62           | 11 152.08           |
| 15-17 de diciembre de 2017       | 2017 Spanish Championships  | 1 46.81             | 1 97.13             | 1 143.94            |
| 16-19 de noviembre de 2017       | 2017 CS Warsaw Cup          | 6 49.96             | 7 93.30             | 7 143.26            |
| 27-30 de septiembre de 2017      | 2017 Nebelhorn Trophy       | 13 49.78            | 13 95.32            | 13 145.10           |
| 14-17 de septiembre de 2017      | 2017 CS Lombardia Trophy    | 7 49.44             | 7 90.80             | 7 140.24            |